# Raitschichinsk
Raitschichinsk (russisch Райчи́хинск) ist eine Stadt in der Oblast Amur (Russland) mit 15.797 Einwohnern (Stand 1. Oktober 2021).

## Geographie
Raitschichinsk liegt im Südostteil der Seja-Bureja-Ebene im Fernen Osten Russlands, knapp 40 Kilometer vom Amur und der chinesischen Grenze entfernt. Die Stadt befindet sich 165 Kilometer östlich der Oblasthauptstadt Blagoweschtschensk.
Sie ist der Oblastverwaltung direkt unterstellt. Zum administrativen Gebilde Stadt Raitschichinsk gehören auch die sechs Kilometer östlich gelegene Siedlung städtischen Typs Schiroki mit 1488 Einwohnern und das Dorf Ugolnoje mit nur 37 Einwohnern, sodass die Gesamteinwohnerzahl 24.095 beträgt (Berechnung 2009).
Bei der Volkszählung 1989 waren 90 % der Einwohner Russen, 5,7 % Ukrainer, 1,5 % Weißrussen und 0,8 % Tataren.

## Geschichte
Auf der seit Ende des 19. Jahrhunderts bekannten Braunkohlenlagerstätte Raitschichinskoje, benannt nach dem Flüsschen Raitschicha, begann 1913 der Bergbau mit der Anlage eines Stollens am Mittellauf des Baches Kiwda östlich der heutigen Stadt.
Im Jahre 1932 wurde die Siedlung Raitschicha (Райчиха) im Zuge des intensivierten Kohlebergbaus in der Region gegründet. Von 1938 bis 1942 existierte in Raitschicha das Raitschichlag, ein Arbeitslager im System der Gulag mit bis zu 11.000 Insassen, die im Kohlebergbau eingesetzt waren.
Am 23. Mai 1944 wurde der Ort zur Stadt erhoben und erhielt seinen heutigen Namen.

### Bevölkerungsentwicklung
| Jahr | Einwohner |
| ---- | --------- |
| 1939 | 3.840     |
| 1959 | 27.456    |
| 1970 | 25.157    |
| 1979 | 28.060    |
| 1989 | 27.873    |
| 2002 | 24.498    |
| 2010 | 20.534    |
| 2021 | 15.797    |

Anmerkung: Volkszählungsdaten

## Bildung
Raitschichinsk besitzt eine medizinische Fachhochschule, eine Wirtschafts-Abendschule und drei technische Berufsschulen.

## Wirtschaft und Infrastruktur
Raitschichinsk ist Zentrum des Braunkohlenbergbaus. Es existieren zwei Tagebaue, Sewero-Wostotschny und Jerkowezki, welche die Stadt zusammen mit bereits abgebauten Restlöchern praktisch von allen Seiten umschließen. Daneben gibt es Betriebe des Maschinenbaus, der Baumaterialienwirtschaft und der Leichtindustrie.
Die Stadt ist Endpunkt einer 39 Kilometer langen, 1936 erbauten Eisenbahnstrecke, die in Bureja von der Transsibirischen Eisenbahn abzweigt. In der Umgebung existiert ein ausgedehntes Werkbahnnetz für den Kohletransport.

## Söhne und Töchter der Stadt
- Sergei Saweljew (1948–2005), Skilangläufer, der in den 1970er Jahren für die Sowjetunion startete